# Francistown
Francistown är en stad i östra Botswana. Vid 2022 års folkräkning hade Francistown 103 417 invånare., vilket gör den till landets näst största stad. Francistown ligger nära gränsen mot Zimbabwe, cirka 400 km nordost om huvudstaden Gaborone. Staden är ett handels- och industricenter, och var ursprungligen en gruvstad (guld).
Staden har en flygplats, Francistown Airport.